# Begonia koordersii
Espèce
Synonymes
- Begonia koordersii Warb. ex Koord.[1]

Begonia koordersii est une espèce de plantes de la famille des Begoniaceae. Ce bégonia est originaire d'Indonésie. L'espèce fait partie de la section Petermannia. Elle a été décrite en 1983 par Lyman Bradford Smith et Dieter Carl Wasshausen, à la suite des travaux de Otto Warburg (1859-1938). L'épithète spécifique koordersii signifie « de Koorders », en hommage à S.H. Koorders, récolteur de la plante en 1895 dans la péninsule de Minahasa.

## Répartition géographique
Cette espèce est originaire du pays suivant : Indonésie.